# How Do You Do! (Cascada)
How Do You Do! è un brano del gruppo tedesco Cascada dall'album del 2007 Everytime We Touch, cover dell'omonimo brano del 1992 dei Roxette.

## Tracce
1. How Do You Do! (Dance radio edit)
2. How Do You Do! (Radio mix)
3. How Do You Do! (Megara vs. DJ Lee radio edit)
4. How Do You Do! (Rob Mayth short edit)
5. How Do You Do! (Original mix)
6. How Do You Do! (Megara vs. DJ Lee remix)
7. How Do You Do! (Tune up! remix)
8. How Do You Do! (Verano fuzzy styled remix)
9. How Do You Do!

## Classifiche
| Classifica (2005) | Posizione più alta |
| ----------------- | ------------------ |
| Austria           | 50                 |